# Carinascincus coventryi
Carinascincus coventryi — вид сцинкоподібних ящірок родини сцинкових (Scincidae). Ендемік Австралії. Вид названий на честь австралійського герпетолога Альберта Джона Ковентрі.

## Опис
Довжина сцинка Carinascincus coventryi (без врахування хвоста) становить 5 см. Хвіст довгий, у 1,3 рази довший за решту тіла.

## Поширення і екологія
Carinascincus coventryi поширені на південному сході Австралії, від Блакитних гір у Новому Південному Уельсі до національного парку Гремпіанс в штаті Вікторія. Вони живуть у вологих гірських склерофітних лісах і рідколіссях, де трапляються на гаялвинах, серед скельних виступів, купин трави і повалених дерев. Зустрічаються на висоті від 600 до 1500 м над рівнем моря. Живородні.